# 담보
담보(擔保)란 채무자가 채무를 불이행하는 경우를 대비하여 채권자의 권리인 채권을 확보를 위해 제공되는 수단이다. 크게 인적 담보와 물적 담보가 있다.

## 판례
- 동일인이 타인의 계속적 신용거래관계로부터 장래 발생할 불특정채무를 보증하는 소위 근보증을 하고 아울러 물상보증인이 되어 그 소유부동산에 근저당권설정등기를 하였을 경우 위 근보증의 범위가 위 근저당권의 채권최고액의 범위내로 한정되는 것인가의 여부는 각 구체적인 사안에 있어서의 계약당사자의 의사에 따라 결정하여야 할 것이고 이러한 경우 일률적으로 보증인이 위 근저당권의 채권최고액의 범위내에서만 보증책임을 질 의사였다고 단정할 수는 없다[1]
- 계속적인 거래관계로부터 장래 발생하는 불특정채무를 보증하는 근보증을 하고 아울러 그 불특정채무를 담보하기 위하여 동일인이 근저당권설정등기를 하여 물상보증도 하였을 경우 근저당권의 피담보채무와 근보증에 의하여 담보되는 주채무가 별개의 채무인가 아니면 그와는 달리 근저당권에 의하여 담보되는 채권이 위 근보증에 의하여도 담보되는 것인가의 문제는 계약당사자의 의사해석 문제이다[2]
- 동일한 사람이 동일채권의 담보를 위하여 연대보증계약과 근저당설정계약을 체결한 경우라 하더라도 위 두 계약은 별개의 계약이므로 연대보증책임의 범위가 근저당권의 채권최고액의 범위내로 제한되기 위하여는 이를 인정할 만한 특별한 사정의 존재가 입증되어야 하는 것이다[3]
- 물상보증과 연대보증의 피담보채무의 중첩성이 인정될 경우 특히 근저당권이 담보하는 피담보채무와 연대보증계약상의 주채무가 동일한 것으로 보아야 할 경우에 달리 특별한 사정이 없는 한 그저당권의 소멸과 동시에 연대보증계약도 해지되어 장래에 향하여 그 효력을 상실한다고 봄이 상당하다[4]
- 근보증의 주채무와 근저당권의 피담보채무가 동일한 채무인 이상, 근보증과 근저당권은 특별한 사정이 없는 한 동일한 채무를 담보하기 위한 중첩적인 담보로서, 근저당권의 실행으로 변제를 받은 금액은 근보증의 보증한도액에서 공제되어야 한다[5]

## 같이 보기
- 위탁판매
- 보증금